# Сусіди (фільм, 1919)
Сусіди (англ. Just Neighbors) — американська короткометражна кінокомедія режисера Гарольда Ллойда 1919 року.

## Сюжет
Дві родини живуть у передмісті. Їх ділянки розділяє лише невелика огорожа. Житейські ситуації, бажання допомогти один одному обертаються скандалом.

## У ролях
- Гарольд Ллойд — хлопець
- Бібі Данієлс — наречена
- Снуб Поллард — сусід
- Семмі Брукс — чоловік в банку
- Хелен Гілмор — немолода жінка з пакетами
- Маргарет Джослін — дружина сусіда
- Гас Леонард — продавець рослин
- Гейлорд Ллойд — чоловік в банку
- Марія Москвіні — прислуга
- Чарльз Стівенсон — листоноша